# Franz Dietrich Joseph von Landsberg zu Erwitte
Franz Dietrich Joseph von Landsberg zu Erwitte (* 21. August 1659 vermutlich in Arnsberg; † 25. August 1727 in Hildesheim) aus dem Adelsgeschlecht der Herren von Landsberg war Domherr verschiedener Domkirchen und Politiker im Hochstift Hildesheim.

## Leben
Sein Vater war Daniel Dietrich von Landsberg zu Erwitte. Die Mutter war Jutta Antonetta von und zu Leyen und Bongard. Sein Bruder Franz Johann (1660–1726) war Domherr in Münster und Osnabrück, Franz Kaspar (1670–1728, Domherr und hochrangiger Beamter im Herzogtum Westfalen), Franz Anton (1656–1727, General und Statthalter), Franz Ferdinand (1657–1726, Domherr in Münster), Franz Ludolf (1668–1723, Domherr in Münster). Sein Halbbruder Ferdinand Franz (1643–1682) war Domherr in Münster, Osnabrück und Hildesheim.
Landsberg erhielt zunächst Privatunterricht in Hildesheim, bevor er weitere Ausbildung 1668/69 im Stift Meschede und zwischen 1670 und 1672 im Jesuitengymnasium in Mainz erhielt. Im Jahr 1670 erhielt er eine Dompräbende in Osnabrück. Zwischen 1676 und 1678 studierte Landsberg in Marburg. Dort widmete er sich vor allem dem Studium der Sprachen. Danach wechselte er an die Universität Mainz. Im Jahr 1680 erhielt er auch eine Dompräbende in Hildesheim. Im selben Jahr wurde er Sacellan in Laer. Ein Jahr später wurde Landsberg zum Subdiakon geweiht. Seither residierte er in Hildesheim. Im Jahr 1698 wurde er zum Canonicus a latere in Osnabrück ernannt.
Ab 1701 war er unter Fürstbischof Jobst Edmund von Brabeck Präsident der Regierung des Stifts Hildesheim. Außerdem war er ab 1703 Archidiakon von Nettlingen und ab 1704 Dompropst in Hildesheim. Landsberg wurde unter Joseph Clemens von Bayern 1716 zum Statthalter des Stifts Hildesheim und geheimen Rat ernannt. Außerdem war er Domsenior in Osnabrück. Er starb in der fürstlichen Kanzlei in Hildesheim und wurde in der St. Barbara-Kapelle des Doms beigesetzt.
Vermutlich von Kurfürst-Erzbischof Joseph Clemens hatte er in Bonn die acht kostbaren Artemisia-Gobelins erworben, die er testamentarisch der Domkirche vermachte (heute im Dommuseum).